# 高林寺 (文京区)
高林寺（こうりんじ）は、東京都文京区にある曹洞宗系の単立寺院。

## 概要
1596年（慶長元年）、桂岩によって開山された。元々は江戸神田に位置していたが、1604年（慶長9年）に御茶ノ水に移転。1657年（明暦3年）に起きた明暦の大火の後に現在地に移転した。
御茶ノ水時代に、境内に湧き出ていた湧水の水を徳川将軍家に献上したことがきっかけで、その地が「御茶ノ水」と呼ばれるようになった。

## 墓所
- 緒方洪庵（蘭学者）

文京区の史跡に指定されている。
- 岡麓（歌人、書家）

## 文化財
- 紅白梅図屏風 - 江戸時代（17世紀）、東京国立博物館に寄託[3]

## 交通アクセス
- 本駒込駅より徒歩1分（経路案内）。